# 아루나찰마카크
아루나찰마카크 또는 아루나찰원숭이(Macaca munzala)는 긴꼬리원숭이과에 속하는 영장류의 일종이다. 비교적 짧은 꼬리를 지닌 상대적으로 큰 갈색의 영장류로 인도 북동부의 아루나찰프라데시 주가 원주지이다.
이 종의 학명은 먼바족이 붙인 이름인 "문잘라"(Munzala, "깊은 숲에 사는 원숭이")에서 유래하였다. 이전까지는 과학자들에게 알려지지 않았으나, 2004년에 자연보호재단의 과학자들이 인도에서 발견하였다. 이는 1903년 인도네시아에서 파가이섬마카크가 발견된 이후 처음으로 발견된 것이다. 이 원숭이는 정기준 표본(正基準 標本)으로써 고화질 사진과 함께 보고되었다.
아루나찰마카크는 단단하게 생겼으며, 아주 검은 얼굴을 지녔다. 해발 2000 m와 3500 m 사이의 고지에서 살며, 가장 높은 곳에서 사는 영장류 중 하나이다. 아삼마카크(M. assamensis), 티베트마카크(M. thibetana), 보닛마카크(M. radiata) 그리고 토크마카크(M. sinica)와 함께 토크마카크(M. sinica) 군에 속해 있다.
아루나찰마카크는 겉으로 보기에는 신체적으로 아삼마카크와 티베트마카크와 비슷하지만, 발생적으로는 인도 남부의 보닛마카크의 근연종이다. 아마 이는 수렴 진화의 결과이며, 각 기관은 비숫한 환경적 선택 압력 때문에 비슷한 신체적 특징을 갖게끔 진화한 반면에 유전적으로는 다른 기원을 가지기 때문일 것이다.
이 원숭이는 알려진 분포 지역의 일부에서, 농작물 피해를 앙갚음하려는 현지 주민들에 의해 수난을 당하고 있다. 최근의 조사에 의하면, 이 종은 아루나찰 프라데시 주의 일부 지역에서 멸종 위기에 처해 있다.